# قانون منع خشونت علیه زنان در تونس
قانون منع خشونت علیه زنان در تونس روز چهارشنبه ۲۶ ژوئیه ۲۰۱۷ در مجلس تونس با اکثریت آرا به تصویب رسید. تونس باوجودی که در حقوق زنان در جهان عرب پیشرو بوده، حدود نیمی از زنان تونس به نحوی قربانی خشونت‌های داخلی در زندگی شان بوده‌اند.

## تصویب قانون
در نشست ۲۶ ژوئیه ۲۰۱۷ مجلس تونس طی یک تصمیم تاریخی با ۱۴۶ رای موافق و اکثریت آرا قانون منع خشونت علیه زنان تونس را تصویب کرد.
در این لایحه قانونگذاران به همه انواع خشونت‌های اخلاقی و فیزیکی و جنسی و اقتصادی علیه زنان رای دادند. با در نظر گرفتن رهنمودهای سازمان ملل و تساوی جنسی، این اولین قانون است که به‌طور خاص زنان را از خشونت حفظ می‌کند.
این قانون، حکم بحث‌انگیزی که به یک مرتکب هتک حرمت زنان در صورتی که با قربانی خود ازدواج کند اجازه فرار از مجازات می‌دهد را حذف می‌کند.
هرچند این قانون نگفته است که دولت از کجا این تصمیمات سرفصلی را حمایت مالی می‌کند. با این حال برای کارزار کنندگان حقوق زنان تونس که چند دهه است بدنبال قانون خشونت‌های محلی بودند، این مصوبه یک پیروزی بوده است.

## زمان اجرای قانون
براساس مصوبه مجلس تونس این قانون ۶ ماه پس از انتشار در روزنامه رسمی این کشور قابل اجراست.

## اهداف قانون
- این قانون هتک حرمت زنان در اماکن عمومی را جرم محسوب می‌کند.
- مجازات‌های سخت تری هم برای خشونت‌ها در داخل خانواده تعیین شده است.
- این قانون حمایت‌های حقوقی و معنوی برای قربانیان تأمین می‌کند.
- هدف از این قانون مبارزه با هرگونه خشونت ضد زنان در خانواده و جامعه است.
- برنامه‌هایی برای تقویت قوانین انسانی و برابری زن و مرد در کتاب‌های درسی درج خواهد شد.[۱][۲][۳]

## پیشینه
- در سال ۱۹۵۶، 'قانون منزلت شخصی' در تونس وضع شد که در آن چندهمسری منسوخ گردید. همچنین حق درخواست طلاق به زنان داده شد؛ براساس این قانون حداقل سن برای ازدواج تعیین شد و رضایت طرفین برای ازدواج الزامی شد.
- در سال ۱۹۵۷ بیشتر زنان حق رأی بدست آوردند
- در سال ۱۹۵۹ حق جستجوی کار به آنان داده شد.
- در سال ۲۰۱۴ بر اساس قانون اساسی جدید تونس، زنان و مردان در خصوص حقوق و وظایف با هم برابرند.[۲]